# Погонешти (Васлуј)
Погонешти (рум. Pogonești) насеље је у Румунији у округу Васлуј у општини Погонешти. Oпштина се налази на надморској висини од 77 m.

## Становништво
Према подацима из 2002. године у насељу је живело 1364 становника, од којих су сви румунске националности.